# Cratere Megan
Megan  è un cratere sulla superficie di Venere.